# Cymbały
Cymbały – strunowy instrument muzyczny z grupy chordofonów, uderzany pałeczkami. Klasyfikacja uwzględnia podgrupę chordofonów prostych lub cytr (dalej – cytr płytowych i rzeczywistych). Należą do instrumentów strunowych uderzanych.
Według Klasyfikacji Hornbostela-Sachsa cymbały oznaczone są numerem 314.122.

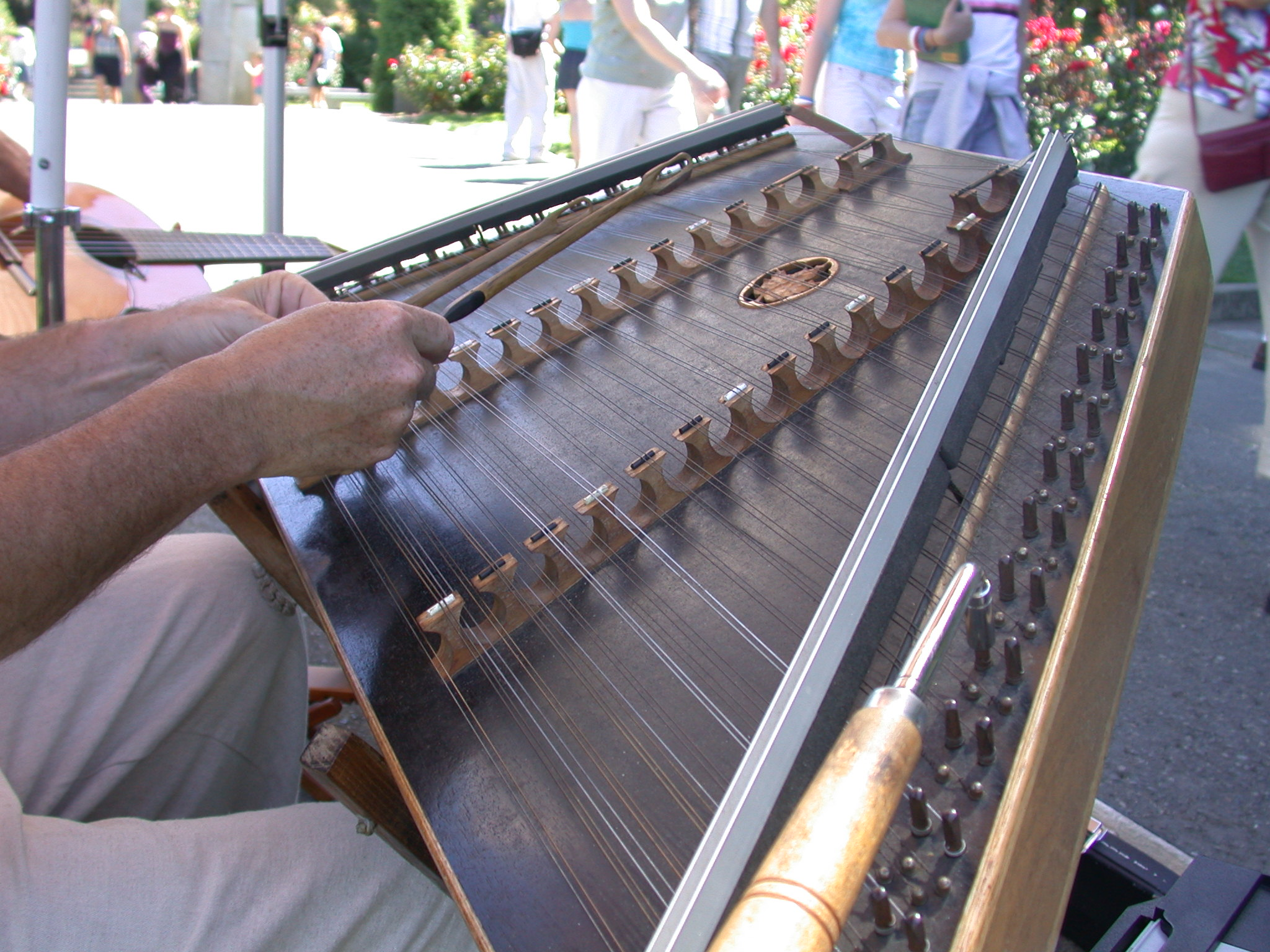
Dulcimer

## Budowa
Struny rozciągnięte są na drewnianej płycie w kształcie trapezu. Do gry używa się dwóch drewnianych pałeczek (tzw. palcatek) o specjalnym wygiętym kształcie. Struny w liczbie dochodzącej do 100 rozciągnięte są w tzw. pasmach wzdłuż korpusu instrumentu. Pasma strun mogą mieć od 2 do 5 strun tej samej wysokości dla wzmocnienia głośności instrumentu. Zaczepione są o kołki, podobne do fortepianowych, a stroi się je specjalnym kluczem o kwadratowym przekroju (przeważnie o średnicy 5 mm). Instrument posiada 2 lub więcej podstawków: prawy do strun basowych i lewy do strun wyższych. Kolejne podstawki rozszerzają skalę instrumentu o dodatkowe dźwięki alterowane.

## Historia

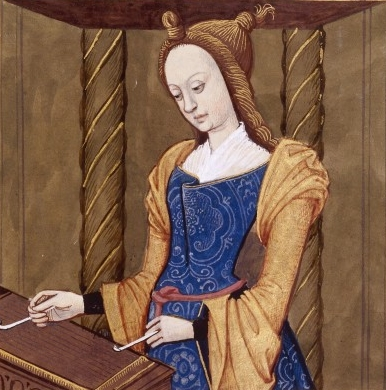
Kasandra, córka króla Priama, gra na tympanonie

Pierwsze przedstawienie prostego chordofonu który można określić jako cymbały uderzane znajduje się na asyryjskiej płaskorzeźbie w Kyindjuk z 3500 roku p.n.e. Ludzie Morza Śródziemnego znali różne wersje cymbałów pod różnymi nazwami, podobnie ludy Bliskiego Wschodu. Nazywano je santir lub pisantir i prawdopodobnie mają poprzednika w greckim psalterionie. Nazwa używana obecnie w krajach Europy Zachodniej dulcimer pochodzi z łacińskich i greckich słów dulce i melos – co oznacza piękny dźwięk.
W Europie cymbały stały się popularne w średniowieczu. Prawdopodobnie kierunek rozpowszechnienia cymbałów szedł od Bizancjum, poprzez Europę Wschodnią, Niemcy aż do Europy Zachodniej. Praetorius pisze, że w Niemczech nie znano w jego czasach psalterium (szarpanego palcami), ale znano cymbały (uderzane pałeczkami). Włosi określali cymbały nazwą salterio tedesco (czyli niemieckie). W Anglii i we Francji na cymbałach grano dla zabawy i tańca, zwłaszcza kobiet, a także w środowisku dworskim.
W renesansie popularność cymbałów zmalała, głównie z powodu ich ostrego tonu. Zaczęto uważać, że to instrument nieszlachetny, hałaśliwy. W Cymbały towarzyszyły wędrownym grajkom, trupom teatralnym i służyły do zabawiania gawiedzi. U wyższych warstwach społecznych straciły na znaczeniu. W XVII wieku cymbały często grały ze skrzypcami w londyńskich tawernach, a także wśród mieszczan w Szwajcarii i w Niemczech. Na Węgrzech na cymbałach zwanych cimbalom grali studenci oraz kler.
Instrument ten jest szczególnie popularny w muzyce ludowej. Cymbały wykorzystywali sporadycznie kompozytorzy muzyki poważnej w swoich kompozycjach m.in. Zoltán Kodály w swojej operze „Háry János”.

## Technika gry
Dźwięk wydobywa się przez swobodne uderzanie naprzemienne w struny pałeczkami, wykorzystując naturalne brzęczenie i pogłos.
Wyróżnia się różne style gry, od melodycznego, poprzez rozłożone akordy do akompaniowania, aż po styl mieszany, wykorzystujący obie techniki łącznie.

## Wersje regionalne
Cymbały znane są pod różnymi nazwami w różnych krajach. W Europie Wschodniej i Centralnej znane są w Rumunii, na Słowacji, w Polsce, Czechach, na Ukrainie цимбали, Białorusi, w Rosji – цимбалы.
W Europie Zachodniej we Francji nazywano je tympanon, w Niemczech, Danii i całej Skandynawii zwane hackbrett, na Węgrzech – cymbalom, w Anglii znane są jako dulcimer. Grają na nich także cymbaliści w Szwajcarii (Alpy), Austrii i Bawarii, na Bałkanach, w Wielkiej Brytanii (Walia, Wschodnia Anglia, Northumberland).
Swój wielki rozkwit przeszły cymbały w XX w Stanach Zjednoczonych, gdzie tradycyjnie używane są do grania muzyki folk.
W Azji znane są w różnych odmianach w Indiach – santur, w Persji, w Korei – yanggeum, w Chinach – yangqin.

## Cymbały w Polsce

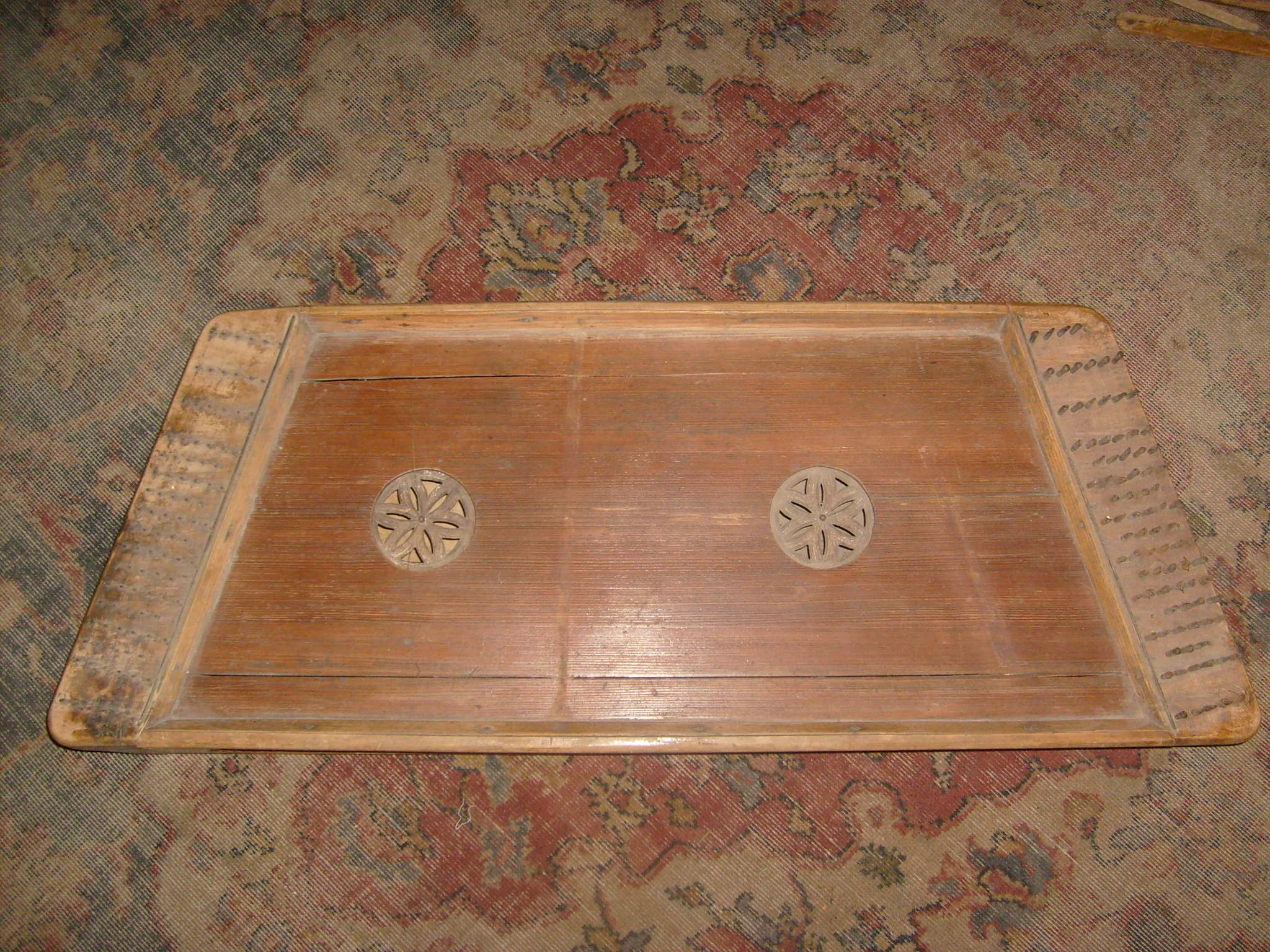
stare cymbały rzeszowskie

Od 1600 roku cymbały rozpowszechniły się w Polsce i Rosji a pierwszy polski wizerunek cymbałów pochodzi z witraża krakowskiego z XV w. Istnieją zapisy o cymbałach z XVII i XVIII wieku cytowane u Kolberga. Cymbały występowały w XIX wieku na Mazowszu, Kujawach, na Białorusi, Litwie, Polesiu i Rusi Karpackiej. Cymbaliści
grali w gospodach i karczmach oraz na weselach i do tańca. Najmowano do gry kapele z muzykiem – cymbalistą często Żydem bądź Cyganem. Opis gry na cymbałach znajduje się w XII księdze Pana Tadeusza Adama Mickiewicza.
W XX wieku pozostały aktywne kapele z cymbalistami w regionie rzeszowskim, kapele huculskie oraz wileńskie. Po II wojnie światowej muzykanci wileńscy zostali przesiedleni w okolice Ełku (Straduny, Nowa Wieś Ełcka), gdzie kontynuują swoje tradycje. Pojedynczy przesiedleni cymbaliści wileńscy pozostawili po sobie ślad w okolicach Szczecina.
Na początku XX w. struny instrumentów wiejskich muzykantów miały jednakową grubość. Wytwarzano je z drutu stalowego, bądź przewodów elektrycznych czy linek hamulcowych. Brzmienie ich było nierównomierne, instrumenty często pękały z powodu zbyt dużych napięć korpusu. Współczesne instrumenty posiadają struny kilku grubości, tak by dźwięki były jednakowej głośności dla tonów niskich i wysokich i by utrzymać równą siłę naciągu.
Tradycja gry na cymbałach jest w Polsce nadal jeszcze przekazywana z pokolenia na pokolenie. Mistrz przekazuje uczniowi obok techniki gry i zbioru melodii także charakter muzyki oraz rozpoznawalną manierę gry.

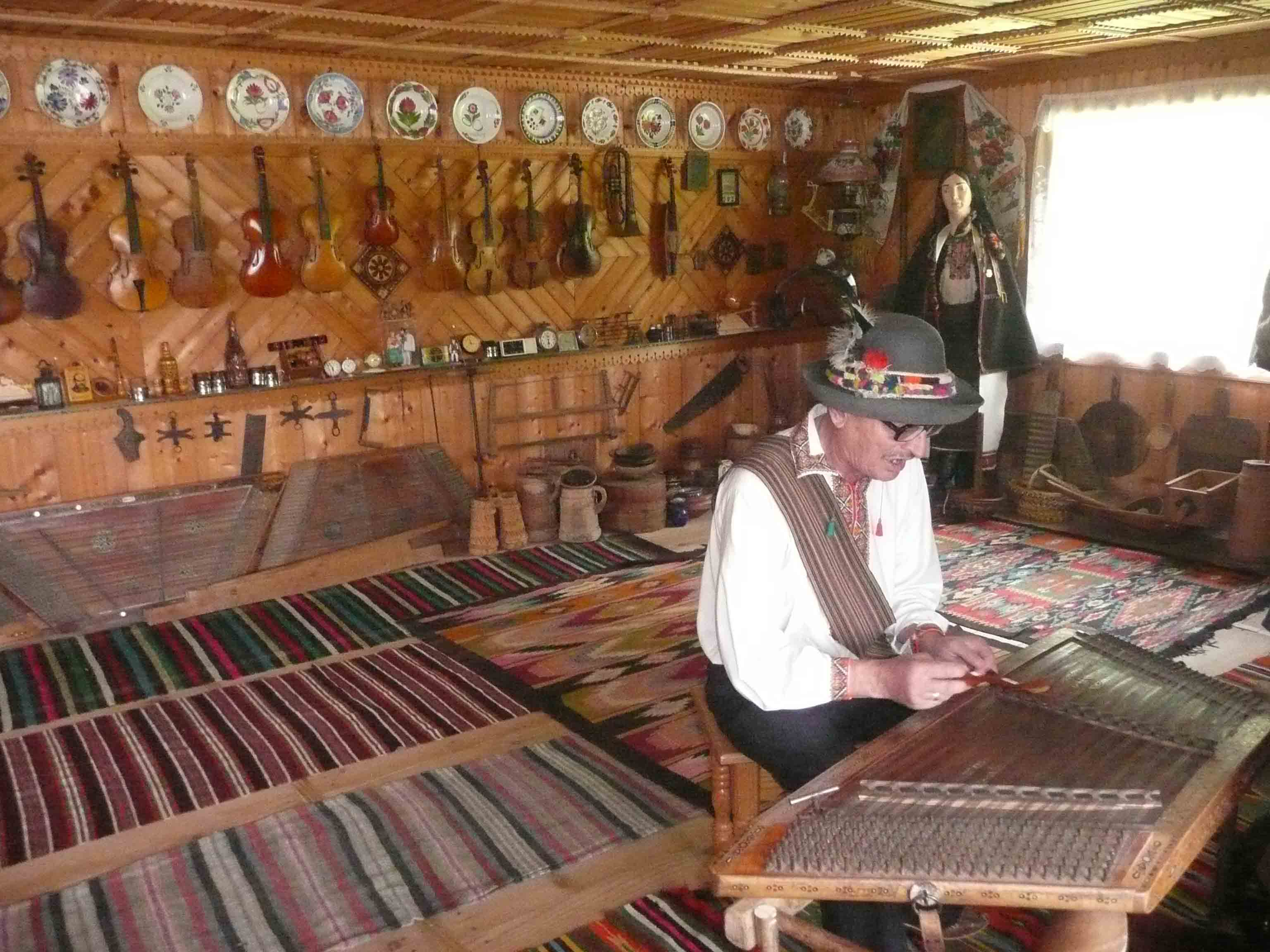
Roman Kumłyk podczas gry na cymbałach huculskich. Wierchowyna, Ukraina

Coroczne spotkania cymbalistów organizowane są przez Wojewódzki Dom Kultury w Rzeszowie z udziałem wielu lokalnych kapel tradycyjnych. Spośród muzyków młodszego pokolenia znanych ogólnopolskiej publiczności, na cymbałach koncertuje i nagrywa Ania Broda. Członkowie polskiej mniejszości na Zaolziu organizują coroczny Bal Góralski w Mostach, na którym występuje gra na cymbałach węgierskich. Na cymbałach mistrzowsko grał Roman Kumłyk, znany muzyk huculski.

## Instrumenty pokrewne
- psalterium